# Pioniereisenbahn Prerow
| Streckenlänge: | 2,00 km             |                                    |                                    |
| Spurweite: | 600 mm (Schmalspur) |                                    |                                    |
| |                     |                                    |                                    |
| \| \| 0,0 \| Kinderferienlager „Ernst Thälmann“ \| Kinderferienlager „Ernst Thälmann“ \| \| \| 1,8 \| beschrankter Bahnübergang \| beschrankter Bahnübergang \| \| \| 2,0 \| Dünenhaus \| Dünenhaus \| |                     |                                    |                                    |
| Kopfbahnhof Streckenanfang (Strecke außer Betrieb) | 0,0                 | Kinderferienlager „Ernst Thälmann“ | Kinderferienlager „Ernst Thälmann“ |
| Bahnübergang (Strecke außer Betrieb) | 1,8                 | beschrankter Bahnübergang          | beschrankter Bahnübergang          |
| Kopfbahnhof Streckenende (Strecke außer Betrieb) | 2,0                 | Dünenhaus                          | Dünenhaus                          |

Die Pioniereisenbahn Prerow (auch Pionierstrandbahn oder Strandbahn Prerow) war eine im Sommer 1954 betriebene Pioniereisenbahn, die am Strand des Ostseebads Prerow zwischen dem damaligen Kinderferienlager „Ernst Thälmann“ am Bernsteinweg und dem Dünenhaus an der heutigen Ladenstraße verkehrte. 

## Geschichte und Betrieb
1954 errichtete der VEB Bau-Union Süd aus Dresden, welcher später im VEB Autobahnbaukombinat Magdeburg als Kombinatsbetrieb Brückenbau Dresden aufging, ein Kinderferienlager am Ostseestrand von Prerow. Zugleich erbaute man unter Verwendung brauchbaren Feldbahnmaterials auf einem eigenen Bahndamm eine 600-mm-spurige Eisenbahnstrecke vom Ferienlager in östlicher Richtung hinter den Dünen bis 300 m vor die Gaststätte Dünenhaus. Ursprünglich war die Anlage von Kehrschleifen an den beiden Bahnhöfen geplant, ausgeführt wurden schließlich aber einfache Umsetzgleise. Errichtet wurden neben den Gleisanlagen Holzhäuschen als Empfangsgebäude, Bahnsteigkanten und Ein- und Ausfahrsignale an den Endpunkten der Bahn sowie ein beschrankter Bahnübergang.
Die Bahn konnte von den Teilnehmern der Ferienlager und allen anderen Feriengästen genutzt werden. Nach Beendigung der Sommerferien wurde der Betrieb der Pioniereisenbahn am 31. August 1954 eingestellt und nicht wieder aufgenommen. In der Folge wurde die Bahn abgebaut.

## Fahrzeuge
Für die Personenbeförderung wurden drei vierachsige offene Personenwagen konstruiert. Nach Schließung der Bahn gelangten diese Wagen zur Pioniereisenbahn Dresden, wo sie auf 381 mm umgespurt wurden. In den 1990er Jahren wurden sie von dort an den Verein Historische Feldbahn Dresden abgegeben. Die Wagen sind bei diesem Verein, zurückgespurt auf 600 mm, im Einsatz. Hinsichtlich der eingesetzten Triebfahrzeuge gibt es unterschiedliche Angaben: Zum einen wird der Einsatz einer von der Lokomotivfabrik Arnold Jung gebauten Baudiesellokomotive vermutet, nach anderen Angaben kamen eine Deutz OME 117 und eine Diema DS 12 zum Einsatz.

## Weblink
- Historische Feldbahn Dresden e.V. – Informationen zu den Personenwagen